# Gymnobela camerunensis
Gymnobela camerunensis é uma espécie de gastrópode do gênero Gymnobela, pertencente a família Raphitomidae.